# خانه سید حسام حمیدی
خانه سید حسام حمیدی مربوط به دوره قاجار است و در شیراز، محله سرباغ، پشت مسجد شهداء واقع شده و این اثر در تاریخ ۱۰ خرداد ۱۳۸۲ با شمارهٔ ثبت ۸۶۵۰ به‌عنوان یکی از آثار ملی ایران به ثبت رسیده است.